# 韦德克瑟尔效应
韦德克瑟尔效应在医学中特指由心脏输出血液和动脉血管间相互作用而导致的动脉血压波形分布。
人体主动脉及大动脉壁均包含由弹性蛋白组成的弹性纤维。因此在心脏收缩而血压升高时，动脉血管壁也因而扩张；而在心脏舒张血压降低时，动脉血管壁亦随之舒张。在心脏收缩时，由于阻力，血液有相当一部分来不及排出动脉血管。这些多余的血液被暂时储藏在了动脉中（动脉因此膨胀），并在心脏舒张期间被排出。这种机制即为韦德克瑟尔效应的具体表现。它有助于人体缓冲由于心脏跳动而造成的血压波动。
随着年龄增长，血管壁弹性减弱，韦德克瑟尔效应因而也会减弱。因此，对应固定的心脏每膊输出血量，唯有提高血压，才能达到和韦德克瑟尔效应减弱前相同的血液流量。